# Dille (travestiet)

Dille, alter ego van René De Schepper (1951–2023)

Dille of Dylan is de alter ego van wijlen René De Schepper (Latem, 26 juli 1951 – Gent, 4 oktober 2023), een Belgische travestiet. Als Moeder der travestieten was ze een rolmodel voor de travestiewereld. Ze is altijd in Latem blijven wonen, maar was een icoon in Gent, waar ze tevens stadsgids was.

## Levensloop
De Schepper was nog een tiener toen hij in zijn geboorteplaats Latem met amateurtheater begon. In de jaren 70 kwam hij in contact met travestie: Hij trad in die periode voor de eerste keer op als travestiet La Delila Di, een alter ego dat al snel de naam 'Dille' kreeg.
In die tijd trokken mannen richting kleine cafeetjes en verborgen zaaltjes om zichzelf om te toveren tot vrouw voor een beperkt publiek. Travestie mocht toen het licht niet zien, maar Dille voer tegen de stroom in en opende in Gent in het straatje tussen de Vrijdagsmarkt en de Melkbrug de Cherry Lane, een café waar travestieten in alle openheid over de vloer konden komen. In 1983 richtte Dille in Gent met andere travestieten het gezelschap 'Paris Follies' op, waarmee zij jarenlang shows opvoerde.
Begin jaren 2000 viel het gezelschap uit elkaar en ging Dille verder met gelegenheidsoptredens. Ze werd een prominent lid van de jury in de Miss Travestie België-verkiezingen. Ze verzorgde tevens humoristische gidsbeurten in de Gentse binnenstad. Ze vertolkte er de rol van een 'kroakemandelwijveke', een verkoopster van een Gentse snack. Ze groeide uit tot icoon van Gent en een rolmodel voor de travestieten.
De Schepper was 72 jaar oud toen hij een hartstilstand in de auto kreeg, en na een kunstmatige coma overleed.